# Satyrus holbecki
Satyrus holbecki är en fjärilsart som beskrevs av Andrej Nikolajewitsch Avinoff och Sweadner 1951. Satyrus holbecki ingår i släktet Satyrus och familjen praktfjärilar. Inga underarter finns listade.